# Шереметьєво (Вяземський район)
Шереме́тьєво (рос. Шереметьево) — село у складі Вяземського району Хабаровського краю, Росія. Адміністративний центр та єдиний населений пункт Шереметьєвського сільського поселення.

## Населення
Населення — 621 особа (2010; 754 у 2002).
Національний склад (станом на 2002 рік):
- росіяни — 93 %